# 大内定綱
大内 定綱（おおうち さだつな）は、戦国時代の武将。陸奥国安達郡小浜城主。後に仙台藩士。

## 生涯
大内氏は、父・義綱の代に田村氏の内応工作に応じて主君・石橋尚義を追放し、塩松領主となって田村氏の旗下に属していた。
定綱は初めは田村氏の偏諱を得て顕徳と名乗っていた。家督を継いだ定綱は、天正7年（1579年）3月頃、田村氏が岩城氏を攻めた際に発生した田村・大内両家の家臣同士の争いの裁決に対する不満から、次第に田村氏からの独立を目論むようになる。これを知った二本松城主二本松義継は田村清顕と定綱の仲介を勧めるが決裂し、同年6月に定綱は田村氏との手切れを宣言し名前を定綱と改名、面目を失った義継も同調した。
独立をした定綱は蘆名盛氏を頼った。蘆名氏はこれを受け入れ、同氏と同盟関係にあった伊達氏も縁戚である田村氏との間では中立との態度を取りながらも定綱の独立を認めた。
天正10年（1582年）、伊達輝宗が小斎城を攻略した際に、輝宗の陣に参上して伊達傘下に入り、以降は対相馬戦に度々従軍する。またこの頃、娘を二本松城主二本松義継の子・国王丸に嫁がせて足場を固めた。こうして天正11年（1583年）、田村領の百目木城主石川光昌（石橋氏旧臣、義綱と組んで尚義を追放した有信の子）を攻撃、田村氏と対立していた蘆名盛隆の支援を受けて田村清顕を破った。しかし、天正12年（1584年）に輝宗の子・政宗（正室は田村清顕の娘・愛姫）が家督を継ぐと、定綱は引き続き伊達氏への奉公を表明した。一方、蘆名盛隆や二本松義継は大内氏・田村氏の和睦を図り政宗への了解を取り付けようとしていた。しかし、8月になると政宗は田村氏に加担する方針に転換する。もっとも、政宗も蘆名盛隆との衝突を避けるために定綱への攻撃は行われなかった。ところが、10月に蘆名盛隆が暗殺され、その家督争いの過程で親伊達派が力を失って佐竹氏の影響が強まると、伊達氏と蘆名氏の同盟関係は終焉に向かった。すると、定綱は突然米沢城の政宗を訪問して伊達氏に出仕して妻子を米沢に住まわせたいと申し出た。政宗はこれは受け入れるが、義綱が塩松に戻るとこの約束を破棄したため、激怒した政宗は田村氏に加担して定綱の攻撃を決意した。一方、隠居した輝宗は秘かに定綱に政宗への謝罪を求めたが、定綱はこれに応じなかった。
翌天正13年（1585年）5月、政宗は蘆名氏が定綱を支援していることを理由に同氏を攻撃し、続いて閏8月には定綱を攻撃し、小手森城で撫で斬りを行うなどしたため、定綱は小浜城を放棄して二本松へ逃れ、ついで会津の蘆名氏を頼った。天正16年（1588年）、郡山合戦の際には蘆名氏の部将として苗代田城を攻略するが、伊達成実の誘いに応じて弟の片平親綱と共に伊達氏に帰参した。定綱は蘆名氏で冷遇されたことに不満を抱いている一方、親綱のいる片平城が政宗の会津攻略に必要な要地であることや塩松の浪人衆（大内氏や二本松氏の旧臣）が伊達氏に反抗を続けていることを知って、政宗と有利な条件で交渉できると踏んだのである。更に定綱の没落後に塩松に入った石川光昌の謀反の風聞もあった（実際に石川は定綱の帰参後に相馬氏の誘いを受けて謀反を起こしている）。その結果、定綱は天正16年3月に帰参を認められた代わりに旧領復帰ではなく伊達氏の本拠地に近い伊達郡や長井郡に所領を与えられた。蘆名氏からの軍事的圧力から一旦は帰参を見送った親綱も翌天正17年（1589年）3月には本領安堵の上で帰参したが、これを知った蘆名義広によって人質にされていた定綱・親綱兄弟の母が殺されている。
以後は、摺上原の戦いや葛西大崎一揆鎮圧、文禄・慶長の役にも従軍して功績を立てた。天正19年（1591年）、政宗が岩出山城に転封されると、胆沢郡に20邑余（およそ10,000石）の所領を与えられ、前沢城主となった。関ヶ原の戦いの折には京都伊達屋敷の留守居役を務めた。子の重綱の代にはこれらの功績により、一族の家格を与えられた。
慶長6年（1601）、伊勢の宗禅泰安を興化寺の再興開山として迎え、興化山寶林寺と改名して菩提寺とした。
慶長15年(1610年)、65歳で没し，前沢の小沢に葬られた。
定綱自身は戦上手として名高く、調略にも長け、武術においては十文字槍を得物とし、これを用いた槍術にも優れていたという。